# Homalanthus polyandrus
Homalanthus polyandrus là một loài thực vật thuộc họ Euphorbiaceae. Đây là loài đặc hữu của New Zealand.